# Łuk krzywej
Łuk krzywej – podzbiór krzywej homeomorficzny z odcinkiem.
Wyróżnia się w szczególności:
- łuk zwykły
- łuk regularny
- łuk okręgu